# Blitz: The League
Blitz: The League es un videojuego de fútbol americano de Midway como una extensión sin licencia de su serie NFL Blitz, lanzado después de que NFL, firmó un contrato de exclusividad con Electronic Arts. Fue lanzado en octubre de 2005 y está actualmente disponible a la venta PlayStation 2 y Xbox. Lawrence Taylor, quién proporciona la voz para el juego, sirve como su portavoz oficial. En 2006, una segunda versión del videojuego para Xbox 360 en octubre y para PlayStation Portable en noviembre (con el nombre de "Blitz: The League Overtime").
Blitz®: La liga™, es el juego que revolucionó el fútbol en favor a los videojuegos, está de vuelta y mejor que nunca la actuación del nuevo muchacho malo de la cuadra, Bill Romanowski, como el linebacker Bruno "Brutal" Batagglia. Pasa en el terreno con más opciones de personalización que nunca antes, con nuevos jugadores, las ciudades, y logotipos que te ayudarán a crear lo que podría ser la mayor franquicia en la Liga de la historia. Lleva a tu equipo en línea y domina a tus rivales utilizando las nuevas ofensivas y defensivas, evasión, o tratar de derrotar a los tres nuevos división All-Star, equipos apilados con los mejores talentos en el campo. ¿Listo para jugar sucio y hacer lo necesario para ganar a cualquier Costa?

## Equipos

### División 1
New York Nightmare
La Pesadilla de Nueva York es el equipo más temido en la Liga. Ellos tienen la defensiva más dominante en la historia de la Liga, una ofensiva bien equilibrada y un excelente juego de patadas. Lo hacen todos. Ellos no montan basura o hablan mucho, simplemente se dedican a sus negocios, patear la basura fuera (los equipos opuestos). Capitán del equipo: Quentin Sands
Dallas Aztecs
Dallas, el dos veces campeón defensor de la Liga, se enfrentan a su primera grave competencia de este año:la Pesadilla de Nueva York. Defensivamente los Aztecas son sólidos, pero es su explosiva ofensiva es la que aterroriza a los adversarios, a menudo logran cinco touchdowns ante sus oponentes junto con dos primeros downs. La única manera de ganarles es jugar al balón y mantener el control. Capitán del equipo: Julius Williams
Detroit Devils
Los Diablos son un equipo en fin de que los oponentes con latidos de engaño, suerte y buena pero anticuada trampa ofensiva. ¿Por qué aprender a correr o bloquear de manera efectiva cuando se puede ejecutar una tajada en lugar de bloqueos? Los miembros del Consejo toman el concepto de saturación a todo un nuevo nivel. Justo cuando pensaban que tenían todo, les golpearon la fuerza y un volumen de negocios. Capitán del equipo: Cookie Wallace
New England Regulars
Los Regulares son un gran equipo de veteranos que no son los más talentosos de la Liga, pero juegan bien juntos. Se ciñen a sus tareas y son muy disciplinados. Juegan duro fundamentalmente el fútbol. Su punto débil es su edad. Los Regulares tienen problemas para sostener a largo tiempo su ofensiva. Si puedes evitar un rápido resultado, puedes obligarlos a patear la pelota lejos. Capitán del equipo: Vonnie Treonday
Seattle Reign
Seattle no tiene marquesina en la ofensiva, pero su defensa es una de las mejores de la liga. Su complejo bombardeo de paquetes están dirigidos por un frente en torno a cuatro conocidos en la Liga como el "Reino del Terror". Ellos hablan constantemente basura y la respaldan con dominante desempeño, incluyendo múltiples lesiones a la temporada que terminan oponiéndose a los quarterbacks. Capitán del equipo: Chad Longstreet

### División 2
Minnesota Reapers
Es uno de los mejores equipos en la División II, los Segadores están decididos a unirse a sus viejos rivales Pesadilla NY en la División I, su ataque a ambos lados de la pelota es de alto riesgo. Montones de blitzing en defensa, mucho downfield y transmisión de la ofensa. Si ellos te capturan en una mala formación, estas muerto. Capitán del equipo: Tony Forbes
San Diego Cyclones
San Diego es un equipo en una etapa de reconstrucción. Después de haber perdido la mayor parte de sus avezados veteranos lesionados o jubilados, son de enviar a un joven inexperto al campo. A pesar de ello, o quizá debido a ello, los Ciclones se han encontrado como un equipo desafiado por las probabilidades, la celebración rápida de su lugar en la División II. Capitán del equipo: Ezekiel Freeman
Carolina Copperheads
Las Serpientes, como son popularmente conocidos, son un equipo impredecible: Invencibles una semana y una absoluta basura la siguiente. Cuando ellos juegan su juego A, son contendientes al título. Pero cuando no se presenta, son presa fácil. A veces, se desempeñan como campeones la mitad del juego, y luego desaparecen en la segunda mitad, permitiendo a los oponentes tomar el juego. Capitán del equipo: Grant Tanner
Kansas City Crossfire
El Crossfire es un equipo difícil de hocico defensiva. Construido por el tamaño, el peso y la mezquindad absoluta que le golpeó duramente y le golpearon durante todo el día. Si los opositores no muestran algún resultado temprano, los molerán en el campo de juego y la posición de control del balón. Capitán del equipo: Tyrell Price
Las Vegas Aces
Los Ases son un equipo cargado de descartes de otras franquicias que están tratando de convertirlo en todo. Y en ello reside su mayor fortaleza y su mayor debilidad. Fuerza: ellos están motivados como el infierno. Debilidades: todos están tan ocupados buscando un número que no juegan juntos como un equipo. Capitán del equipo: Kelvin Diggs

### División 3
Baltimore Bearcats
Los Bearcats se vieron obligados a descender a la III División la temporada pasada y luchan por reconstruirse. Cultivan su imagen como franquicia al margen de la ley y el mismo orgullo por oponerse a lastimar a los jugadores . Conducen la Liga en sólo una categoría estadística - suspensiones. Capitán del equipo: Bruno Battaglia
Cincinnati Crusaders
El perpetuo habitante de la División III, los cruzados se llaman también "Alter Boys", porque siempre están lloriqueando acerca de la falta de apoyo y el "respeto" de la Liga. Ellos siempre tienen un par de buenos jugadores jóvenes en su lista, pero se van tan pronto como sus contratos permiten. Capitán del equipo: Kwazi Mbutabe
Chicago Marauders
Chicago es un equipo peligroso para recibir, pero más fácil de vencer en casa. Su estadio, conocido como "El asilo" tiene algunos de los más locos seguidores en la Liga. La ofensiva y defensiva de Chicago son mediocres, pero son excelentes para forzar cambios. Capitán del equipo: Shane Spain
Arizona Outlaws
Los Outlaws tienen una potente ofensiva que bien puede impulsar en la División II de este año. Los opositores necesitan de disponer de su paquetes preparados, ya que su ofensiva es lo más parecido a la vieja correr y disparar. La debilidad de Arizona es que son suaves en Defensiva. Los opositores que pueden mantener a los Outlaws fuera del campo a la defensiva pueden golpearlos. Capitán del equipo: Tito Maas
Washington Redhawks
Los Halcones Rojos de Washington siguen quejándose de los últimos años de pérdida del campeonato de la División III a manos de Las Vegas. Un fuerte equipo de apresurarse, los Halcones Rojos se quedan con el plazo, incluso si se quedan atrás. Son conocidos por desgaste de defensas y comebacks. Capitán del equipo: Jacob Williams

## No aparecen en el Modo Campaña
Denver Grizzlies
Denver es un equipo inferior en cuanto a jugar con una gran ofensiva. Pero grandes desempeños significa grandes riesgos y los Grizzlies son propensos a errores, a menudo arrebatan la derrota de las fauces de la victoria con una serie disminuida en pases o en zona roja. Una sólida defensa, fuerte en contra de la ejecución y el pase, de vez en cuando roban una victoria. Capitán del equipo: Kevin Donaldson
Orlando Hammerheads
Orlando es un gran equipo sobre el papel, pero la realidad es algo muy diferente. Son el clásico que pagan mucho dinero para que los jugadores marquesina reciban a gusto su riqueza y no entregen en la cancha. Consiguen al cabo algunas victorias con gran talento, pero nunca vienen juntos como un equipo. Capitán del equipo: Chris James

## Recepción
Las versiones para PlayStation 2 y Xbox recibieron "reseñas generalmente favorables", mientras que la versión de Xbox 360 y Blitz: Overtime recibieron "reseñas mixtas o promedio", según el sitio web de agregación de reseñas Metacritic.
Las quejas críticas más comunes con Blitz giraron en torno a las denuncias de "AI de banda elástica"; es decir, en el modo para un jugador, el adversario de computadora se vuelve casi imbatible al final de las partidas contra el jugador humano a la cabeza. Sin embargo, muchos críticos también señalaron que la IA con banda elástica también es una característica indocumentada de títulos de fútbol más "legítimos" como la serie Madden NFL. Las versiones para PlayStation 2 y PlayStation Portable también fueron criticadas por sus largos retrasos y tiempos de carga.[cita requerida]
Detroit Free Press le dio a la versión de PlayStation 2 una calificación tres estrellas de cuatro y declaró: "Los gráficos sólidos, el juego en línea y las características originales hacen que Blitz: The League sea una gran alternativa a los otros videojuegos de fútbol en el mercado". Maxim le dio a la versión de PlayStation 2 y Xbox una calificación cuatro estrellas de cinco y dijo: "¿Deseas una forma más pura de piel de cerdo, donde los analgésicos y las inyecciones baratas no solo se pasan por alto sino que se alientan? Entonces prueba con este ballenero". Sin embargo, Charles Herold de The New York Times le dio a las mismas versiones de consola una reseña promedio y dijo: "Si bien es frustrantemente fácil lanzar un pase incompleto y la cámara lenta no siempre respondió cuando traté de activarla, cuando funcionó bien, saltaría de mi sofá y comenzaría a gritar de emoción cuando mi mariscal de campo arrojó ágilmente la pelota por el campo a un receptor que se apartó de un adversario, se estrelló contra otro y corrió por un campo abierto".

## Prohibición
El gobierno de Australia prohibió oficialmente la versión de Xbox 360 debido a la descripción del uso de esteroides anabólicos como un refuerzo de resistencia.